# Lista över offentlig konst i Solna kommun
Lista över offentlig konst i Solna kommun är en ofullständig förteckning över utomhusplacerad offentlig konst i Solna kommun.
| Titel                                                              | Konstnär(er)                                                    | Årtal        | Beskrivning | Typ - material                                                          | Stadsdel/ort | Plats Koordinater | Bild                                                             |
| ------------------------------------------------------------------ | --------------------------------------------------------------- | ------------ | --- | ----------------------------------------------------------------------- | ------------ | --- | ---------------------------------------------------------------- |
| Figur                                                              | Karl Göte Bejemark                                              | 1954         | | skulptur - brons                                                        | Hagalund     | Odinparken 59.36085, 18.01585                                                                                        | Figur                                                            |
| Vimpeln                                                            | Björn Erling Evensen                                            | 1972         | | skulptur - rivningsskrot från H                                         | Hagalund     | Platå i bostadsområde 59.36056, 18.00333                                                                             |                                                                  |
| Kvartett                                                           | Sivert Rapp                                                     | 1976         | | skulptur - järn                                                         | Skytteholm   | Skytteholmsparken 59.35833, 17.99139                                                                                 | Fler bilder                                                      |
| Gravid Även känd som: Pregnant, Rakaana                            | Anna Mizak                                                      | 1977         | | skulptur - målad betong                                                 | Skytteholm   | Sundbybergsvägen, nära Huvudstagrillen 59.355, 17.99889                                                              | Gravid                                                           |
| Vindsökaren                                                        | Ingmar Hellgren                                                 | 1978         | | skulptur - plast, järn                                                  | Skytteholm   | Turkosens gård, Skytteholmsvägen 13-37, Solna C 59.35668, 17.99897                                                   | Vindsökaren                                                      |
| Hjälm                                                              | Björn Fjellström                                                | 1974         | | Musselkalk                                                              | Råsunda      | Charlottenburgsgårdens trädgård 59.36306, 17.99889                                                                   |                                                                  |
| Torso                                                              | Gerhard Henning                                                 | 1928         | | skulptur                                                                | Hagalund     | Olle Olsson Hagalund-museets trädgård 59.36083, 18.01611                                                             |                                                                  |
| Hästhuvud                                                          | Asmund Arle                                                     | 1982         | | brons                                                                   | Hagalund     | Odinparken 59.36075, 18.01624                                                                                        | Hästhuvud                                                        |
| Solnahallen                                                        | Per-Olof Ultvedt                                                | 1983         | | Fasadkomposition - plåt                                                 | Skytteholm   | Solnahallen, Solna C 59.35939, 17.98919                                                                              |                                                                  |
| Rituell dans                                                       | Eric Grate                                                      | 1959         | | Granit                                                                  | Hagalund     | Olle Olsson Hagalund-museets trädgård 59.36083, 18.01556                                                             |                                                                  |
| Fotbollsspelare                                                    | Ester Apéria-Lemon                                              | 1987         | | skulptur - brons                                                        | Skytteholm   | Skytteholmsparken 59.35833, 17.99528                                                                                 | Fotbollsspelare                                                  |
| Chance operations 1991 version 5 Även känd som: Chance d'operation | Kerstin Bergendal                                               | 1991         | | Patinerad brons                                                         | Skytteholm   | Skytteholmsberget, vid ingång till Solna C 59.35934, 17.99969                                                        | Chance operations 1991 version 5                                 |
| Förberedelse                                                       | Bianca Maria Barmen                                             | 1991         | En katt | Skulptur - brons                                                        | Råsunda      | Ekensbergsparken vid Råsunda stadion 59.36139, 17.99472                                                              | Förberedelse                                                     |
| Till minnet av en stad                                             | Karl Göte Bejemark                                              | 1972         | | skulpturgrupp - brons                                                   | Hagalund     | Hagalundsparken 59.3612, 18.01015                                                                                    | Till minnet av en stad                                           |
| Container 1991                                                     | Anders Kappel                                                   | 1991         | | brons                                                                   | Bergshamra   | Park nära Atelier Stockholm på Pipers väg, Södra Bergshamra 59.37806, 18.03472                                       |                                                                  |
| Växelspakshybrid                                                   | Björn Selder                                                    | 1989         | | diabas                                                                  | Frösunda     | Kvarteret Ponnyn, Frösunda koordinater saknas                                                                        |                                                                  |
| Rött landskap                                                      | Lasse Nilsson                                                   | 1992         | | granit                                                                  | Huvudsta     | Huvudsta C 59.35056, 17.98639                                                                                        |                                                                  |
| Ur på stapel                                                       | Rolf Rosenberg                                                  | 1979         | | Rostfritt stål 3 urtavlor                                               | Skytteholm   | Centralvägen Solna C 59.35861, 18.00028                                                                              | Ur på stapel                                                     |
| Beskyddare                                                         | Ernst Billgren                                                  | 1995         | | brons, tegel, mosaik, betong                                            | Skytteholm   | Vid gång- och cykeltunneln Solnavägen/Centralvägen, Solna C 59.35901, 18.00388                                       | Beskyddare                                                       |
| Begynnelsen                                                        | Stefan Thorén                                                   | 1979         | | järn                                                                    | Hagalund     | Odinparken, Hagalund 59.3608, 18.01602                                                                               | Begynnelsen                                                      |
| Lejonhuvud                                                         | Carina Wallert                                                  | 1998         | | skulptur - brons                                                        | Huvudsta     | Tallbackaskolans skolgård 59.34806, 17.99444                                                                         |                                                                  |
| Utan titel (Boxhandskar)                                           | Marco Cueva                                                     | 1998         | | skulptur - röd granit                                                   | Hagalund     | nedanför trappan vid Hagalunds torg 59.3625, 18.01083                                                                |                                                                  |
| Sfär i balans Även känd som: Civilisation II                       | Olov Tällström                                                  | 2001         | | skulptur - granit                                                       | Frösunda     | Frösunda torg 59.36944, 18.01722                                                                                     |                                                                  |
| Hjärtat                                                            | Eva Lange                                                       | 2003         | | skulptur - granit                                                       | Hagalund     | Olle Olsson Hagalund-museets trädgård 59.36083, 18.01611                                                             |                                                                  |
| 2 ljudinstallationer                                               | Mikael Lundberg                                                 | 2004         | | Ljudanläggning, fågelkvitter o dikter av Gunnar Ekelöf                  | Bergshamra   | Kraus torg, södra Bergshamra koordinater saknas                                                                      |                                                                  |
| Nystan 1                                                           | Annelie Wallin                                                  | 2011         | | brons                                                                   | Skytteholm   | Framför Biblioteket, Solna C (inomhus) 59.35944, 18.00139                                                            | Det är troligen inte ok att ladda upp en bild av detta konstverk |
| Nystan 2                                                           | Annelie Wallin                                                  | 2011         | | brons                                                                   | Skytteholm   | Framför Biblioteket, Solna C (inomhus) koordinater saknas                                                            | Det är troligen inte ok att ladda upp en bild av detta konstverk |
| Nystan 3                                                           | Annelie Wallin                                                  | 2011         | | brons                                                                   | Skytteholm   | Framför Biblioteket, Solna C (inomhus) koordinater saknas                                                            | Det är troligen inte ok att ladda upp en bild av detta konstverk |
| Vår tids ungdom Även känd som: Tallbackaskolan                     | Bo Inese Vikbladh Vilkancis-Dillén                              | 1982         | | Kollektivt skolprojekt (1982-2012)                                      | Huvudsta     | Gångtunnel under Wiboms väg 59.34704, 17.9962                                                                        |                                                                  |
| Stora Mater                                                        | Liss Eriksson                                                   | 1961         | kvinna med ett litet barn | brons                                                                   | Skytteholm   | Skytteholmsskolans gård koordinater saknas                                                                           |                                                                  |
| Pojke med uggla                                                    | Ebba Ahlmark-Hughes                                             | 1964         | | brons                                                                   | Bergshamra   | Bergshamra skola 59.38289, 18.0311                                                                                   | Pojke med uggla                                                  |
| Förvandlad fågel                                                   | Bengt Amundin                                                   | 1966         | | brons                                                                   | Järva        | Bassängen, Bagartorp 59.37833, 17.99917                                                                              |                                                                  |
| Fröet                                                              | Bengt Amundin                                                   | 1962         | | brons                                                                   | Skytteholm   | Skytteholmsberget, Solna C 59.35931, 17.99897                                                                        | Fröet                                                            |
| Mor och barn                                                       | Kerstin Andrae                                                  | 1962         | | brons                                                                   |              | Stocksundstorps gård koordinater saknas                                                                              |                                                                  |
| Månfigur                                                           | Kenneth Armitage                                                | 1961         | | brons                                                                   | Frösunda     | Frösundaparken 59.36889, 18.01333                                                                                    | Månfigur                                                         |
| Lekande barn kring fast block Även känd som: Karusellen            | Gunnel Frieberg                                                 | 1968         | | Fontänskulptur - brons                                                  | Huvudsta     | Tallbackaskolans skolgård 59.34806, 17.99361                                                                         | Lekande barn kring fast block                                    |
| Generalslagsmål                                                    | Börje Lindberg                                                  | 1962         | | brons                                                                   |              | Hannebergsparken, Solna C 59.35678, 18.00266                                                                         | Generalslagsmål                                                  |
| Noaks ark                                                          | Sven Lundqvist                                                  | 1960         | | skulpturgrupp - granit                                                  | Bergshamra   | Bergshamra torg, Södra Berghamra 59.38111, 18.03528                                                                  | Noaks ark                                                        |
| Moderskap                                                          | Berto Marklund                                                  | 1960         | | brons                                                                   | Frösunda     | Lilla Frösunda parken koordinater saknas                                                                             |                                                                  |
| Ungdom och trohet                                                  | Axel Wallenberg                                                 | 1956         | Pojke med häst | skulptur - brons                                                        |              | Råsundaskolans skolgård 59.36222, 17.99028                                                                           | Ungdom och trohet                                                |
| Det var dans bort i vägen                                          | Lars Wellton                                                    | 1961         | | brons                                                                   | Skytteholm   | Skytteholmsparken 59.35778, 17.99528                                                                                 | Det var dans bort i vägen                                        |
| Struktur Mandala II                                                | Takashi Naraha                                                  | 1999         | | skulptur - sten                                                         | Huvudsta     | Huvudsta strand 59.34356, 18.00159                                                                                   | Struktur Mandala II                                              |
| Jacob Berzelius                                                    | Pierre Jean David d'Angers                                      | 1836         | byst av Jacob Berzelius | byst - brons                                                            | Haga         | utanför Administrationsbyggnaden på Karolinska institutet 59.34755, 18.02821                                         | Jacob Berzelius                                                  |
| 85/15                                                              | Stina Ekman                                                     | 1997         | | plåt, betong, neonrör                                                   |              | fasaden till byggnad N, gården vid Thorax 59.34976, 18.03009                                                         | 85/15                                                            |
| Maja                                                               | Carl Eldh                                                       | 1967         | | brons                                                                   | Råsunda      | Filmstaden 59.36784, 17.98031                                                                                        | Maja                                                             |
| Skulpturgrupp och byst på gravvård över Edvard Welander            | Carl Eldh                                                       | 1920         | Gravvård över Edvard Welander                                                                                                  | Skulpturgrupp och byst - Granit                                         | Haga         | Stockholms norra kyrkogård koordinater saknas                                                                        | Skulpturgrupp och byst på gravvård över Edvard Welander          |
| Vattenalfen                                                        | Carl Eldh                                                       | 1936         | | brons                                                                   | Haga         | Gravvård på Stockholms norra kyrkogård koordinater saknas                                                            |                                                                  |
| Ingalill                                                           | Carl Eldh                                                       | 1938         | | Marmor                                                                  | Haga         | Utanför Cancercentrum, Karolinska sjukhuset 59.35236, 18.03678                                                       | Ingalill                                                         |
| Torsten Petré (Näcken), gravvårdsskulptur                          | Carl Eldh                                                       | 1931         | | brons                                                                   | Haga         | Norra kyrkogården koordinater saknas                                                                                 |                                                                  |
| Illusion - Tragedi - Komedi                                        | Carl Eldh                                                       | uppsatt 2006 | | brons                                                                   |              | Erik Sandbergsgatan 25 koordinater saknas                                                                            |                                                                  |
| En dröm                                                            | Pye Engström                                                    | 1994         | | Granit med detaljer i transparent akryl                                 | Haga         | Uteplatsen vid östra ingången, byggnad L7, Karolinska sjukhuset 59.35051, 18.03073                                   | En dröm                                                          |
| Cellisten                                                          | Liss Eriksson                                                   | 1963         | | brons                                                                   | Bergshamra   | Kraus torg (tidigare Södra Bergshamra torg), vid tunnelbanestation Bergshamras södra ingång 59.37925, 18.03788       | Cellisten                                                        |
| Flicka med katt                                                    | Liss Eriksson                                                   | 1962         | |                                                                         |              | Entrén till Solna stadsbibliotek/Solna C koordinater saknas                                                          |                                                                  |
| Källan                                                             | Liss Eriksson                                                   |              | |                                                                         | Haga         | Utanför Nobelinstitutet, Karolinska institutet 59.34764, 18.02904                                                    | Källan                                                           |
| Porten Även känd som: Guldporten                                   | Björn Erling Evensen                                            | 1971         | | skulptur - brons, förgylld                                              |              | Utsiktsplats på Johan Enbergs väg 59.34507, 17.99951                                                                 | Porten                                                           |
| Molekylär samverkan på längden                                     | Willy Gordon                                                    | 2000         | | brons                                                                   | Haga         | Utomhusgård vid aulan, Karolinska sjukhuset 59.35177, 18.03245                                                       |                                                                  |
| Oberon                                                             | Eric Grate                                                      | 1953         | | skulptur - brons                                                        | Skytteholm   | Eric Grates park, Centralvägen 59.35806, 18.00167                                                                    | Oberon                                                           |
| Nike de Sant'Andria Även känd som: Nike de Saint Andria            | Eric Grate                                                      | 1968         | | brons                                                                   | Skytteholm   | Eric Grates park 59.35847, 18.00178                                                                                  | Nike de Sant'Andria                                              |
| Sparvguden                                                         | Eric Grate                                                      | 1972         | | skulptur - brons                                                        | Skytteholm   | Eric Grates park 59.35806, 18.00167                                                                                  | Sparvguden                                                       |
| Det entomologiska kvinnorovet                                      | Eric Grate                                                      | 1936-38      | | brons                                                                   | Haga         | huvudingången till Karolinska institutet 59.34798, 18.02929                                                          | Det entomologiska kvinnorovet                                    |
| Dephot                                                             | Claes Hake                                                      | 2004         | | Granit                                                                  | Haga         | Framför byggnad L4, Karolinska sjukhuset koordinater saknas                                                          |                                                                  |
| Väktare                                                            | Marylyn Hamilton Gierow                                         |              | |                                                                         |              | Vid Astrid Lindgrens barnsjukhus 59.35318, 18.03615                                                                  | Väktare                                                          |
| Astrid Lindgren                                                    | Hertha Hillfon                                                  |              | staty över Astrid Lindgren | staty - brons                                                           |              | Utanför entrén till Astrid Lindgrens barnsjukhus 59.35337, 18.03438                                                  | Astrid Lindgren                                                  |
| Mitt möte med Astrid Lindgren                                      | Hertha Hillfon                                                  | 2003         | | brons                                                                   | Råsunda      | Filmstaden 59.36772, 17.98174                                                                                        | Mitt möte med Astrid Lindgren                                    |
| Vattenbärerska                                                     | Bror Hjorth                                                     | 1927         | | skulptur - brons                                                        | Råsunda      | I dammen på Råsunda torg 59.36393, 17.99463                                                                          | Fler bilder                                                      |
| Land och stad II                                                   | Eberhard Höll                                                   | 2000         | | Stål och brons                                                          | Haga         | Vid huvudentrén till Karolinska sjukhuset 59.35254, 18.03242                                                         | Fler bilder                                                      |
| Fotarbete                                                          | Göran T. Karlsson                                               | 2001         | | Betong                                                                  |              | Gångtunnel mellan Solna centrum och Solna stadion 59.36156, 17.99884                                                 | Fler bilder                                                      |
| Artur Lundkvistporträtt                                            | Britt-Marie Jern                                                | 1993         | porträtt av Artur Lundkvist | brons                                                                   | Råsunda      | Artur Lundkvists park, intill Filmstaden i Råsunda 59.36556, 17.98083                                                | Artur Lundkvistporträtt                                          |
| Maria Wineporträtt                                                 | Britt-Marie Jern                                                | 2004         | porträtt av Maria Wine | byst - brons                                                            | Råsunda      | Maria Wines park (tidigare Hasselparken), Råsundavägen/Hasselstigen i Råsunda 59.36694, 17.98639                     | Maria Wineporträtt                                               |
| Joseph Martin Kraus                                                | Björn S. Jonsson                                                |              | Minnestavla över Joseph Martin Kraus                                                                                           | Minnestavla - brons                                                     | Bergshamra   | Kraus torg, södra Bergshamra koordinater saknas                                                                      | Joseph Martin Kraus                                              |
| Hybrid                                                             | Veikko Keränen                                                  | 1977         | | skulptur - Målad gjutjärn                                               | Huvudsta     | Huvudsta strand 59.34422, 17.99645                                                                                   | Hybrid                                                           |
| Japansk trädgård                                                   | Björn Krestesen                                                 | 1996         | | Sten                                                                    | Haga         | Vid byggnad L2, plan U1, Karolinska sjukhuset koordinater saknas                                                     |                                                                  |
| På axlarna                                                         | Lena Kriström                                                   | 1995         | | Skulptur - Granit                                                       |              | Entrén till Eugeniahemmet, byggnad T3 59.3509, 18.03865                                                              | På axlarna                                                       |
| Blomma                                                             | Eva Lange                                                       | 2004         | | Skulptur - Granit                                                       | Haga         | Huvudentrén till Institutionen för medicinsk epidemiologi och biostatistik, Karolinska institutet 59.34823, 18.02509 | Blomma                                                           |
| Enkla former                                                       | Lennart Källström                                               |              | |                                                                         | Haga         | Karolinska Institutet 59.3478, 18.0267                                                                               | Enkla former                                                     |
| Alfred Nobel                                                       | Erik Lindberg                                                   | 1912         | byst av Alfred Nobel | Byst - brons                                                            | Haga         | Innanför huvudentén till Karolinska institutet 59.34779, 18.02939                                                    | Alfred Nobel                                                     |
| Swea Hawaii                                                        | Torbjörn Lindgren (skulptur) Marianne Sparre Snelling (målning) | 2004         | | Trä                                                                     | Haga         | Vid Astrid Lindgrens barnsjukhus 59.35272, 18.03568                                                                  | Swea Hawaii                                                      |
| Swea Confidencen                                                   | Torbjörn Lindgren (skulptur) Britt-Marie Flynn (målning)        | 2004         | | Trä                                                                     | Ulriksdal    | Vid Confidencen i Ulriksdals slottspark koordinater saknas                                                           | Swea Confidencen                                                 |
| Nätdragande morianer                                               | Pehr Henrik Lundgren                                            | omkring 1845 | |                                                                         | Ulriksdal    | Ulriksdals slottspark 59.38917, 18.01556                                                                             | Nätdragande morianer                                             |
| Karolina                                                           | Sven Lundqvist                                                  | 1985         | | Skulptur - brons                                                        | Haga         | Karolinska sjukhusets park 59.35095, 18.03272                                                                        | Karolina                                                         |
| Två vildsvin                                                       | Carl Milles                                                     | 1929         | | brons                                                                   | Ulriksdal    | Ulriksdals slottspark 59.38972, 18.01336                                                                             | Två vildsvin                                                     |
| Solglitter                                                         | Carl Milles                                                     | 1918         | | brons                                                                   | Råsunda      | Stråket 59.36444, 17.99472                                                                                           | Solglitter                                                       |
| Vildsvinsjakt                                                      | Carl Milles                                                     | 1938         | | brons                                                                   | Råsunda      | Maria Wines park, Råsundavägen/Hasselvägen 59.36667, 17.98611                                                        | Vildsvinsjakt                                                    |
| Hjulet                                                             | Harry Modin                                                     | 1987         | | Granit                                                                  | Haga         | I rondell vid byggnad L2, Karolinska sjukhuset 59.35071, 18.03114                                                    | Hjulet                                                           |
| Drakägg                                                            | Maya Mårtensson Nikolina Ställborn                              | 2007         | | Lekskulptur - betong, marmorkross, fiber                                | Skytteholm   | Förskolan Gommorronsol i Skytteholmsparken 59.35806, 17.99472                                                        | Drakägg                                                          |
| (del av) Himmelen av kub                                           | Takashi Naraha                                                  | 1985         | | Diabas                                                                  |              | Utanför tunnelbanestation Solna strand koordinater saknas                                                            | (del av) Himmelen av kub                                         |
| Hepplor                                                            | Thomas Nordström Annika Oskarsson                               | 2009         | | rostfritt stål, markgummi, lär                                          | Huvudsta     | Bygatan/Huvudsta allé, Huvudsta C 59.35083, 17.98583                                                                 |                                                                  |
| Instrument                                                         | Karin Ohlin                                                     | 2001         | Ett piano i aluminium med svartlackerad framsida och omålad baksida                                                            | Skulptur - Aluminium                                                    | Haga         | Retziuslaboratoriet Karolinska institutet 59.34778, 18.02194                                                         | Instrument                                                       |
| Barnhuvud                                                          | Alf Olsson                                                      |              | | Granit                                                                  | Haga         | Karolinska sjukhusets park 59.3516, 18.03393                                                                         | Barnhuvud                                                        |
| Vattenkast                                                         | Magnus Persson                                                  | 1998         | | brons                                                                   | Haga         | Gård vid Thoraxkliniken, byggnad N, Karolinska sjukhuset koordinater saknas                                          |                                                                  |
| Schlaraffenland                                                    | Roland Persson                                                  | 2001         | | brons, bemålad                                                          | Huvudsta     | Johan Enbergs torg, utanför tunnelbanestationen Västra skogen 59.34753, 18.00365                                     | Schlaraffenland                                                  |
| Diving seagull                                                     | Pablo Picasso                                                   |              | | Betong                                                                  | Bergshamra   | Bergshamra 59.38246, 18.02539                                                                                        | Diving seagull                                                   |
| Korv-Ingvar                                                        | Thomas Qvarsebo                                                 | 2001         | korvförsäljare (Ingvar Rogell 1920-99)                                                                                         | skulptur - rostfritt stål                                               | Skytteholm   | Solna torg, vid busstorget 59.35859, 17.99924                                                                        | Korv-Ingvar                                                      |
| Greta Garbo                                                        | Thomas Qvarsebo                                                 | 2005         | minnesmärke över Greta Garbo                                                                                                   | Rostfritt stål                                                          | Råsunda      | Filmstaden 59.3675, 17.98174                                                                                         | Greta Garbo                                                      |
| Gubben med geten                                                   | Allan Runefelt                                                  |              | | brons                                                                   | Haga         | Karolinska sjukhusets park 59.35128, 18.03231                                                                        | Gubben med geten                                                 |
| Den lilla människan                                                | Rune Rydelius                                                   | 1997         | | Bearbetad tegelfasad samt skulpturer i rostfritt stål, brons och koppar | Haga         | Fasaden på Thoraxkliniken, byggnad N, Karolinska sjukhuset koordinater saknas                                        |                                                                  |
| Återkomst                                                          | Kicki Stenström                                                 | 2002         | | Stensättning med bänk                                                   | Haga         | Utanför obduktionsbyggnad, byggnad T9, Karolinska sjukhuset 59.35038, 18.03551                                       | Återkomst                                                        |
| Sprungen ur                                                        | Pål Svensson                                                    | 2004         | | Diabas                                                                  | Huvudsta     | Utanför PostNords kontorshus i Tomteboda i Solna 59.34972, 18.00363                                                  | Sprungen ur                                                      |
| Utposten                                                           | Gunilla Bandolin                                                |              | skulptural installation av sten                                                                                                |                                                                         | Huvudsta     | Utanför PostNords kontorshus i Tomteboda i Solna 59.35056, 18.00889                                                  |                                                                  |
| Figur med klot                                                     | Berndt Helleberg                                                |              | | skulptur - brons                                                        | Huvudsta     | Utanför PostNords kontorshus i Tomteboda i Solna 59.34972, 18.00944                                                  |                                                                  |
| Solrosor                                                           | Curt Thorsjö                                                    | 1963         | | Keramik                                                                 | Haga         | Ingången till Neurologiska kliniken på Karolinska sjukhuset 59.35178, 18.03741                                       | Solrosor                                                         |
| Trasig klocka                                                      | Per-Olof Ultvedt                                                |              | |                                                                         | Haga         | Karolinska universitetet, parken vid biblioteket 59.34672, 18.02524                                                  | Trasig klocka                                                    |
| Gepard                                                             | Carina Wallert                                                  | 1991         | |                                                                         | Ulriksdal    | Ulriksdals slottspark koordinater saknas                                                                             | Gepard                                                           |
| Genom mörka skogen                                                 | Katarina Warrenstein                                            | 1998         | | Skulptur - brons                                                        | Haga         | Karolinska institutet 59.34724, 18.02597                                                                             | Genom mörka skogen                                               |
| Edvard Welander                                                    | Okänd                                                           |              | byst över Edvard Welander | Byst - brons                                                            | Haga         | Vid västra delen av huvudbyggnaden på Karolinska Universitetssjukhuset Solna 59.35142, 18.03021                      | Edvard Welander                                                  |
| Pivo                                                               | Johan Wiking                                                    | 2006         | | skulptur - brons                                                        | Huvudsta     | Ekelundsrondellen i Huvudsta 59.34979, 18.00589                                                                      | Pivo                                                             |
| Ager Medicinae                                                     | Kristofer Zetterstrand                                          | 2013         | | mosaik i klinker                                                        | Haga         | Parkeringsgaraget vid Thoraxkliniken på Karolinska Utbildningssjukhuset i Solna 59.34952, 18.0286                    | Ager Medicinae                                                   |
| Vid sjukhusets grindar                                             | Edvin Öhrström                                                  | 1945         | | Röd vångagranit                                                         | Haga         | Utanför huvudentrén till Karolinska sjukhuset 59.35274, 18.03186                                                     | Vid sjukhusets grindar                                           |
| Trickster                                                          | Henrik Samuelsson                                               | 1997         | | Måleri                                                                  | Haga         | Karolinska Institutet, Scheele-laboratoriet, Nobels Väg 13 Solna (inomhus) koordinater saknas                        | Det är troligen inte ok att ladda upp en bild av detta konstverk |
| Flöjtspelerska                                                     | Thomas Qvarsebo                                                 |              | | Skulptur                                                                | Haga         | Karolinska Sjukhuset, vid Psykiatri 59.35206, 18.03876                                                               | Flöjtspelerska                                                   |
| Kulfång                                                            | Okänd                                                           | 1982         | Kulfång från Svenska Jägarförbundets skjutbana                                                                                 | Minnesmärke - Sten                                                      | Haga         | Karolinska Sjukhuset, vid F2 mot P8 59.35136, 18.03518                                                               | Kulfång                                                          |
| Okänd titel                                                        | Okänd                                                           |              | Metallmobil upphängd från vajer över polerad svart sten                                                                        |                                                                         | Haga         | Karolinska Sjukhuset, framför entrén till P8 59.35122, 18.03551                                                      |                                                                  |
| Okänd titel                                                        | Okänd                                                           |              | | fasadrelief                                                             | Haga         | Karolinska Sjukhuset, fasaden mellan P5 och P8 59.35164, 18.0356                                                     |                                                                  |
| Okänd titel                                                        | Okänd                                                           |              | en grupp svampar i sten |                                                                         | Haga         | Karolinska Institutet, bakom Institutet för miljömedicin (IMM) 59.34799, 18.02529                                    |                                                                  |
| A. Retzius                                                         | Okänd                                                           |              | byst över Anders Retzius | byst                                                                    | Haga         | Karolinska Institutet, vid korsningen Retzius väg/Scheeles väg 59.34802, 18.02246                                    | A. Retzius                                                       |
| Okänd titel                                                        | Okänd                                                           |              | Låg skulptur av sten | skulptur                                                                | Haga         | Karolinska Institutet, framför Widerströmska huset 59.35017, 18.02432                                                |                                                                  |
| Dolores och ormen                                                  | Herta Hillfon                                                   | 1989         | orm och ansikte | Skulptur                                                                | Haga         | Karolinska Institutet, vid Königs restaurang 59.34958, 18.0229                                                       | Dolores och ormen                                                |
| Wasa                                                               | Claes Hake                                                      |              | | Skulptur - Granit                                                       | Haga         | Karolinska institutet, framför Institutet för mikrobiologi, tumör- & cellbiologi 59.34923, 18.02336                  | Wasa                                                             |
| Genius                                                             | Carl Milles                                                     | 1949         | Gravvård över Gösta Ekman | Skulptur - brons                                                        | Haga         | Stockholms norra kyrkogård 59.35694, 18.02389                                                                        | Genius                                                           |
| Läckage i oskuldens trädgård                                       | Thale Vangen                                                    | 2014         | Triptyk med fingerborgsblomma, panben och ett ostronskal med fem gethuvuden.                                                   | Triptyk - brons, sten, pergament                                        | Haga         | Karolinska institutet Science Park, Tomtebodavägen 23a 59.35013, 18.02344                                            | Läckage i oskuldens trädgård                                     |
| Den perfekta främlingen                                            | Olov Tällström                                                  | 2005         | | tegel i basalt och diodljus                                             |              | kvarteret Nöten i Solna strand koordinater saknas                                                                    |                                                                  |
| Jag menade inte här, jag får åka tillbaka                          | Inger Andersson                                                 | 2007         | | Skulpturgrupp                                                           |              | Solna tingsrätt (inomhus) koordinater saknas                                                                         | Det är troligen inte ok att ladda upp en bild av detta konstverk |
| Uranus                                                             | Kristina Matousch                                               | 2012         | Gjutna toapappersrullar i olika strukturer och mönster i glasade mellanväggar                                                  | Skulptur - gipsbetong                                                   | Haga         | Widerströmska huset, Karolinska Institutet (inomhus) koordinater saknas                                              | Det är troligen inte ok att ladda upp en bild av detta konstverk |
| Fiskarflickan                                                      | Stig Blomberg                                                   |              | | Skulptur - brons                                                        | Hagalund     | Haga Huset, Råsundavägen 1-3 59.36323, 18.02308                                                                      | Fiskarflickan                                                    |
| Okänd titel                                                        | Okänd                                                           |              | | Skulptur                                                                | Hagalund     | Utanför Skanskas huvudkontor mot korsningen Frösundaleden/Uppsalavägen 59.36393, 18.02304                            |                                                                  |
| Johan Olof Wallin                                                  | Alfred Nyström                                                  | 1922         | Skulptur av Johan Olof Wallin                                                                                                  | Skulptur                                                                | Haga         | Framför prästgården tillhörande Solna kyrka 59.35312, 18.02278                                                       | Johan Olof Wallin                                                |
| Okänd titel                                                        | Olle Brand                                                      | 1922         | Två likadana skulpturer föreställande en fiskvarelse, i biljetthallen står ytterligare en skulptur utformad som en stor kotte. | Skulpturgrupp - brons                                                   |              | På var ände av plattformen på Solna station samt i södra biljetthallen 59.364, 18.0097                               |                                                                  |
| Okänd titel                                                        | Okänd                                                           |              | | Skulptur - sten                                                         | Haga         | Framför Mieles kontor på Solnavägen 59.35516, 18.01538                                                               |                                                                  |
| Dendrologisk väv eller Förklädd gran                               | Kajsaaf Petersens                                               | 2002         | | Textil                                                                  | Haga         | CGB laboratoriet, Karolinska Institutet (på vägg i trapphus i anslutning till entrén) (inomhus) koordinater saknas   | Det är troligen inte ok att ladda upp en bild av detta konstverk |
| Okänt territorium                                                  | Niklas Anderberg                                                | 2004         | Fyra triptyker | Måleri                                                                  | Haga         | Berzeliuslaboratoriet, Karolinska institutet (inomhus) koordinater saknas                                            | Det är troligen inte ok att ladda upp en bild av detta konstverk |
| Urban allemansrätt                                                 | Daniel Diaz                                                     | 2005         | | Väggmålning                                                             | Ulriksdal    | Polisens Nationella insatsstyrka, garaget (inomhus) koordinater saknas                                               | Det är troligen inte ok att ladda upp en bild av detta konstverk |
| Okänd titel                                                        | Okänd                                                           |              | | Skulptur - Sten                                                         | Skytteholm   | Längs cykelspåret jämte Huvudstaleden 59.35472, 17.97907                                                             |                                                                  |
| Dansen                                                             | Pierre Olofsson                                                 | 1992         | | Skulptur                                                                | Ulriksdal    | Ulriksdalsskolan 59.38076, 18.00339                                                                                  | Dansen                                                           |
| Arabhästar                                                         | Aline Magnusson                                                 |              | Häst med föl | Skulptur - Brons                                                        | Huvudsta     | Framför Trafikverkets entré (före detta GE Money Bank), Solna Strandväg 59.3539, 17.97152                            | Arabhästar                                                       |
| Okänd titel                                                        | Okänd                                                           |              | Blå kruka i torrmurteknik. | Skulptur - trä                                                          | Huvudsta     | Intill parkeringsplatsen vid Trafikverket/Strålsäkerhetsmyndigheten, Solna Strandväg 59.35452, 17.97131              |                                                                  |
| Trigon                                                             | Fredrik Sundahl                                                 | 1997         | | Skulptur                                                                | Haga         | Karolinska Institutet, bakom Fysiologi & Farmakologi (FyFa) 59.34763, 18.02571                                       | Trigon                                                           |
| Illusion-tragedi-komedi                                            | Carl Eldh                                                       | 1919         | | Skulptur                                                                | Råsunda      | Erik Sandbergs gata 59.36597, 17.9845                                                                                |                                                                  |
| Teatervagnen                                                       | Peter Linde                                                     | 2015         | | Skulptur - brons                                                        | Råsunda      | Utanför Lilla Ateljén, Gamla filmstaden 59.36698, 17.98218                                                           | Teatervagnen                                                     |
| Rådslaget                                                          | Aline Magnusson                                                 | 2016         | Två hundar och en kanin på en sten                                                                                             | skulpturgrupp - brons                                                   | Huvudsta     | Innergården Diktarvägen 8 59.35167, 18.00694                                                                         |                                                                  |
| Näckrosens öga                                                     | Helena Eriksson                                                 | 2017         | | skulpturgrupp - aluminium och polykarbonat                              | Råsunda      | Näckrosen 59.36834, 17.97927                                                                                         |                                                                  |